# Tabea Kemme
Tabea Kemme (14 december 1991) is een Duits voetbalspeelster. Ze speelde lange tijd voor Turbine Potsdam in de Duitse Bundeslige Frauen, en speelde de laatste twee seizoenen voor Arsenal WFC in de Engelse competitie.
In 2016 werd Kemme Olympisch kampioen met het Duits voetbalelftal.

## Statistieken
| Seizoen | Club               | Land      | Competitie | Wedstrijden | Doelpunten |
| ------- | ------------------ | --------- | ---------- | ----------- | ---------- |
| 2008/09 | Turbine Potsdam    | Duitsland | FRB        | ?           | 5          |
| 2008/09 | Turbine Potsdam II | Duitsland | FRB2       | ?           | 2          |
| 2009/10 | Turbine Potsdam    | Duitsland | FRB        | 14          | 5          |
| 2009/10 | Turbine Potsdam II | Duitsland | FRB2       | 2           | 2          |
| 2010/11 | Turbine Potsdam    | Duitsland | FRB        | 18          | 0          |
| 2010/11 | Turbine Potsdam II | Duitsland | FRB2       | 0           | 0          |
| 2011/12 | Turbine Potsdam    | Duitsland | FRB        | 10          | 0          |
| 2011/12 | Turbine Potsdam II | Duitsland | FRB2       | 0           | 0          |
| 2012/13 | Turbine Potsdam    | Duitsland | FRB        | 15          | 1          |
| 2013/14 | Turbine Potsdam    | Duitsland | FRB        | 1           | 0          |
| 2013/14 | Turbine Potsdam II | Duitsland | FRB2       | 17          | 0          |
| 2014/15 | Turbine Potsdam    | Duitsland | FRB        | 19          | 0          |
| 2015/16 | Turbine Potsdam    | Duitsland | FRB        | 19          | 3          |
| 2016/17 | Turbine Potsdam    | Duitsland | FRB        | 16          | 10         |
| 2017/18 | Turbine Potsdam    | Duitsland | FRB        | 12          | 5          |
| 2018/19 | Arsenal            | Engeland  | WSL        | 3           | 0          |
| 2019/20 | Arsenal            | Engeland  | WSL        | 0           | 0          |
| Totaal  | Totaal             | Totaal    | Totaal     | 146         | 29         |

Laatste update: maart 2021

## Interlands
In 2008 werd Kemme met het Duitse O17-team Europees kampioen. Datzelfde jaar waren ook de Wereldkampioenschappen O17, daar werd Kemme met Duitsland derde.
Op de Olympische Zomerspelen van 2016 behaalde Kemme als basisspeelster met het Duits voetbalelftal de gouden medaille op het onderdeel voetbal.

## Privé
Kemme werkt bij de Duitse politie.
- Gemeinsame Normdatei: 1282672770
- Virtual International Authority File: 1651167867540323060007